# Dunderland Iron Ore Company

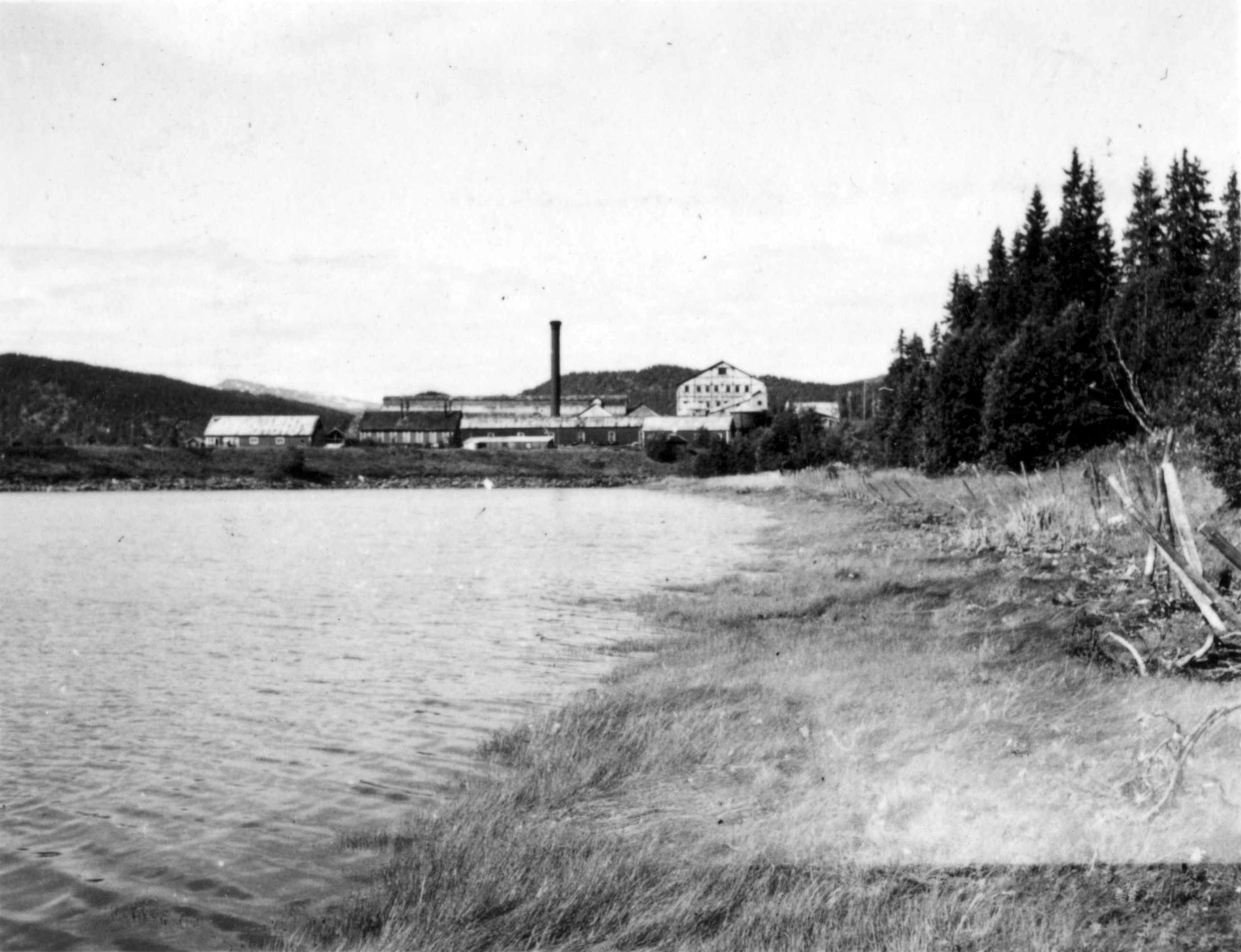
Gebäude der Dunderland Iron Ore Company in Mo i Rana.

Dunderland Iron Ore Company Limited (gegründet am 15. April 1902 in London, aufgelöst am 1. Januar 1947) war eine englische Grubengesellschaft in Mo i Rana. Sie wurde gegründet, um die reichen Eisenerz-Vorkommen Norwegens in Dunderlandsdalen abzubauen. Der Erzabbau führte zu vielen Neuerungen in der Region. Nach drei Betriebszeiträumen mit negativem Ergebnis wurde die Gesellschaft an Norsk Jernverk verkauft.

## Geschichte
Erzvorkommen in der Region von Rana und Dunderland wurden bereits 1799 vom Bergamt auf Mostadmarkens Jernverk übertragen. 1873 wurden die Rechte auf Antrag von Ole Tobias Olsen auf das Ørtfjell ausgeweitet. Der schwedische Konsul Pehrsson, der Besitzer der Erzgruben von Sulitjelma und Alfred Hasselblom sicherten sich 1899 die Rechte, eine Bahnstrecke sowie Verladeanlagen am Ranfjorden zu errichten und leiteten die anschließende Zusammenarbeit mit The Edison Ore Milling Syndicate ein, welches patentierte Methoden der Eisengewinnung besaß. Thomas Alva Edison hatte diese Gesellschaft am 22. Juni 1898 in London gegründet, um seine Bergbaupatente außerhalb der USA und Kanadas zu nutzen. Nach zweijährigen Versuchen mit den Fördermethoden in New Jersey wurde Dunderland Iron Ore Company (DIOC) 1902 gegründet.

## Produktion
Im Tagebau in Ørtvatn (heute Rana Gruber) wurden Blöcke mit bis zu sechs Tonnen Gewicht gefördert und über die Schiene nach Storforshei gebracht, wo diese Blöcke durch einen 40 Meter hohen Steinbrecher zerkleinert wurden, der von einer Dampfmaschine angetrieben wurde. Das zerkleinerte Roherz mit Hämatit und Magnetit wurde in einem weiteren Werk mit einer Scheidebank separiert. Dann wurde mit einer Magnetbehandlung nach der Edison-Technik das Erz gewonnen und über die 30 Kilometer lange Dunderlandbane nach Gullsmedvik außerhalb von Mo i Rana gebracht, wo es im „Helvedes stekeovn“ zu Eisenbriketts geschmolzen wurde. Hier waren eine dampfbetriebe Kraftstation und ein Verladekai am Ranfjorden vorhanden. Rund 1000 Arbeiter waren mit der Produktion beschäftigt.
Die Edison-Technik war eine Trockentrennung, später wurde die Nasstrennung üblich. Die Trockentrennung erzeugte in Storforshei eine große Staubplage, so dass die Gegend im Volksmund den Namen Staubtal (norwegisch støvets dal) erhielt. Diese Technik enthielt keine Rückgewinnungsanlage, so dass diese nur zwischen 1906 und 1908 genutzt wurde. Es wurden rund 90.000 Tonnen Briketts hergestellt, dann wurde die Anlage stillgelegt.
Mit neuem Kapital von Alfred Krupp begann 1913 eine neue Periode für das Werk. Unter dem Direktor Claude Bannatyne (1913–1946) erhielt die Firma den Namen New Dunderland Iron Ore Company, Ltd.
Ursprünglich sollte die Nassabscheidung nach der Methode von Dr. Ulrich in Betrieb genommen werden. Es wurde aber ein schwedisches Verfahren bevorzugt, das im neuen Veredelungswerk in Gullsmedvik Verwendung fand. Durch den Krieg und die unsichereren Liefersituation für Kohle wurde das Werk nicht in Betrieb genommen.
In der Zeit von 1937 bis 1939 wurden 500.000 Tonnen mit 67 Prozent Erzgehalt abgebaut. Die Eröffnung der Rana Gruber 1937 wirkte sich negativ aus, britische Interessenten übernahmen die Grube dann 1938. Die Aktivitäten wurden während des Zweiten Weltkrieges durch eine deutsche Verwaltung gesteuert. Das Unternehmen wurde 1947 mit einem Betrag von 7,5 Millionen Kronen durch Norsk Jernverk vom Staat übernommen. Rana Gruber waren nur noch zeitweise in Betrieb. Die deutsche Wehrmacht beschlagnahmte die Eisenbahnstrecke während des Krieges und integrierte sie in die Nordlandsbane. Die staatliche Norwegische Gewässer- und Energiebehörde (Norges vassdrags- og energidirektorat, abgekürzt NVE, kurz Vassdragsvesenet) übernahm das Kraftwerk in Gullsmedvik.